# Obbi Oularé
Pour les articles homonymes, voir Oularé.
Obbi Oularé, né le 8 janvier 1996 à Waregem en Belgique, est un footballeur belgo-guinéen qui joue au poste d'attaquant.

## Biographie

### En club

#### Chez les jeunes
Obbi Oularé est né à Waregem, où son père Souleymane jouait pour le KSV Waregem de 1994 à 1996. Chez les jeunes, il débute au KFC Strombeek. Il part ensuite pour le FC Brussels, avant de rejoindre le voisin du RSC Anderlecht. Un an plus tard, il part en France pour le Lille OSC, où il ne peut guère jouer un rôle en raison de plusieurs blessures causées par des problèmes de croissance. Il rebondit par après à l'ES Wasquehal. En 2012, Oularé revient en Belgique, au Standard Liège. Six mois plus tard, il change de club pour aller au Club Bruges KV. En juillet 2013, il signe son premier contrat professionnel avec le club de Flandre-Occidentale.

#### Débuts prometteurs chez les professionnels
Après avoir fait ses débuts pour le Club Bruges KV lors de la première journée du championnat, il est titularisé pour le troisième match contre le KV Courtrai. Victime d'un contact violent, il reste au sol plusieurs minutes avant de remonter sur la pelouse et d'inscrire son premier but sous la vareuse du Club.
Athlétique et puissant de par son gabarit, il réalise une excellente première saison avec l'équipe fanion du Club, ce qui lui permet en mai d'être approché par des grands d'Europe tels le Borussia Dortmund et l'Ajax Amsterdam.

#### Watford FC
Le 1er septembre 2015, le dernier jour du mercato, il rejoint la Premier League et Watford FC pour environ 8 millions d'euros.

#### Prêts successifs
Watford loue Oularé au SV Zulte Waregem pour une année le 27 juillet 2016. Le 16 janvier 2017, il retourne à Watford pour que ce dernier le loue le même mois pour le reste de la saison à Willem II.
Le 27 juillet 2017, l'attaquant belge rejoint sous forme de prêt, le Royal Antwerp FC, club promu en première division belge.

#### Nouveaux échecs au Standard et en Angleterre
Le 6 mai 2019, Oularé signe pour quatre ans au Standard de Liège, où il était déjà en prêt la saison écoulée. Il n'inscrira en tout que cinq buts pour les Rouches dont il porte les couleurs lors d'une cinquantaine de rencontres.
Le 26 juillet 2021, il rejoint Barnsley, en Championship (deuxième division anglaise). Il n'y dispute que 28 minutes de jeu au cours de la première partie de la saison. Bons derniers, les "Tykes" le prêtent alors pour 18 mois au RWDM (avec option d'achat).
Alors qu'il espère pouvoir s'y fixer, enfin débarrassé de ses soucis physiques, le Lierse Kempenzonen, qui entend retrouver son nom historique de Lierse SK pour la saison 2024-2025, annonce vouloir se séparer d'Obbi Oularé. Il n'est pas clair si cette décision est liée à des critères sportifs ou des raisons financières mais Oularé se voit, une nouvelle fois, obligé de partir en quête d'un nouvel employeur.

## Statistiques

### En club
| Saison                | Club                     | Championnat           | Championnat | Championnat | Championnat | Coupe(s) nationale(s) | Coupe(s) nationale(s) | Coupe(s) nationale(s) | Supercoupe | Supercoupe | Supercoupe | Compétition(s) continentale(s) | Compétition(s) continentale(s) | Compétition(s) continentale(s) | Compétition(s) continentale(s) | Autres compétitions | Autres compétitions | Autres compétitions | Autres compétitions | Total | Total | Total |
| Saison                | Club                     | Division              | M.          | B.          | P.d.        | M.                    | B.                    | P.d.                  | M.         | B.         | P.d.       | Comp.                          | M.                             | B.                             | P.d.                           | Comp.               | M.                  | B.                  | P.d.                | M.    | B.    | P.d.  |
| 2014-2015             | Club Bruges KV           | Division 1            | 11          | 2           | 2           | 3                     | 2                     | 0                     | -          | -          | -          | C3                             | 8                              | 2                              | 1                              | PO1                 | 8                   | 1                   | 1                   | 30    | 7     | 4     |
| 2015-2016             | Club Bruges KV           | Division 1            | 6           | 1           | 0           | -                     | -                     | -                     | 1          | 0          | 0          | C1+C3                          | 2+0                            | 1+0                            | 0+0                            | PO1                 | -                   | -                   | -                   | 9     | 2     | 0     |
| Sous-total            | Sous-total               | Sous-total            | 17          | 3           | 2           | 3                     | 2                     | 0                     | 1          | 0          | 0          | -                              | 10                             | 3                              | 1                              | -                   | 8                   | 1                   | 1                   | 39    | 9     | 4     |
| 2015-2016             | Watford FC               | Premier League        | 2           | 0           | 0           | 1                     | 0                     | 0                     | -          | -          | -          | -                              | -                              | -                              | -                              | -                   | -                   | -                   | -                   | 3     | 0     | 0     |
| 2016-2017             | SV Zulte Waregem (prêt)  | Division 1A           | 10          | 1           | 0           | 1                     | 0                     | 0                     | -          | -          | -          | -                              | -                              | -                              | -                              | PO1                 | -                   | -                   | -                   | 11    | 1     | 0     |
| 2016-2017             | Willem II Tilburg (prêt) | Eredivisie            | 11          | 3           | 3           | -                     | -                     | -                     | -          | -          | -          | -                              | -                              | -                              | -                              | -                   | -                   | -                   | -                   | 11    | 3     | 3     |
| 2017-2018             | Royal Antwerp FC (prêt)  | Division 1A           | 16          | 3           | 1           | -                     | -                     | -                     | -          | -          | -          | -                              | -                              | -                              | -                              | PO2                 | -                   | -                   | -                   | 16    | 3     | 1     |
| 2018-2019             | Standard de Liège (prêt) | Division 1A           | 3           | 1           | 0           | -                     | -                     | -                     | -          | -          | -          | C3                             | 1                              | 0                              | 0                              | PO1                 | 3                   | 0                   | 1                   | 7     | 1     | 1     |
| 2019-2020             | Standard de Liège        | Division 1A           | 14          | 2           | 0           | -                     | -                     | -                     | -          | -          | -          | C3                             | 3                              | 0                              | 1                              | -                   | -                   | -                   | -                   | 17    | 2     | 1     |
| 2020-2021             | Standard de Liège        | Division 1A           | 12          | 2           | 0           | -                     | -                     | -                     | -          | -          | -          | C3                             | 6                              | 0                              | 0                              | PO2                 | -                   | -                   | -                   | 18    | 2     | 0     |
| Sous-total            | Sous-total               | Sous-total            | 29          | 5           | 0           | -                     | -                     | -                     | -          | -          | -          | -                              | 10                             | 0                              | 1                              | -                   | 3                   | 0                   | 1                   | 42    | 5     | 2     |
| 2021-2022             | Barnsley FC              | Championship          | 2           | 0           | 0           | -                     | -                     | -                     | -          | -          | -          | -                              | -                              | -                              | -                              | -                   | -                   | -                   | -                   | 2     | 0     | 0     |
| 2021-2022             | RWD Molenbeek (prêt)     | Division 1B           | 3           | 0           | 0           | -                     | -                     | -                     | -          | -          | -          | -                              | -                              | -                              | -                              | PO3                 | 2                   | 0                   | 0                   | 5     | 0     | 0     |
| 2022-2023             | RWD Molenbeek (prêt)     | Division 1B           | 1           | 0           | 0           | -                     | -                     | -                     | -          | -          | -          | -                              | -                              | -                              | -                              | PO                  | -                   | -                   | -                   | 1     | 0     | 0     |
| Sous-total            | Sous-total               | Sous-total            | 4           | 0           | 0           | -                     | -                     | -                     | -          | -          | -          | -                              | -                              | -                              | -                              | -                   | 2                   | 0                   | 0                   | 6     | 0     | 0     |
| 2023-2024             | Lierse Kempenzonen       | Division 1B           | 22          | 5           | 6           | 2                     | 0                     | 0                     | -          | -          | -          | -                              | -                              | -                              | -                              | -                   | -                   | -                   | -                   | 24    | 5     | 6     |
| Total sur la carrière | Total sur la carrière    | Total sur la carrière | 112         | 19          | 12          | 7                     | 2                     | 0                     | 1          | 0          | 0          | -                              | 20                             | 3                              | 2                              | -                   | 13                  | 1                   | 2                   | 153   | 25    | 16    |

## Palmarès

### En club
|  |  | Club Bruges KV - Coupe de Belgique (1) : - Vainqueur : 2015 - Championnat de Belgique (1) : - Champion : 2016 |  | SV Zulte Waregem - Coupe de Belgique (1) : - Vainqueur : 2017 |  | RWD Molenbeek - Championnat de Belgique de deuxième division (1) : - Champion : 2023 |

## Vie privée
Obbi Oularé est le fils de Souleymane Oularé, également footballeur et actif principalement dans les années 1990.